# Polyclita turbinata
Polyclita turbinata je rostlina z čeledi vřesovcovité a jediný druh rodu Polyclita. Je to endemit Bolívie.